# Victor Vescovo

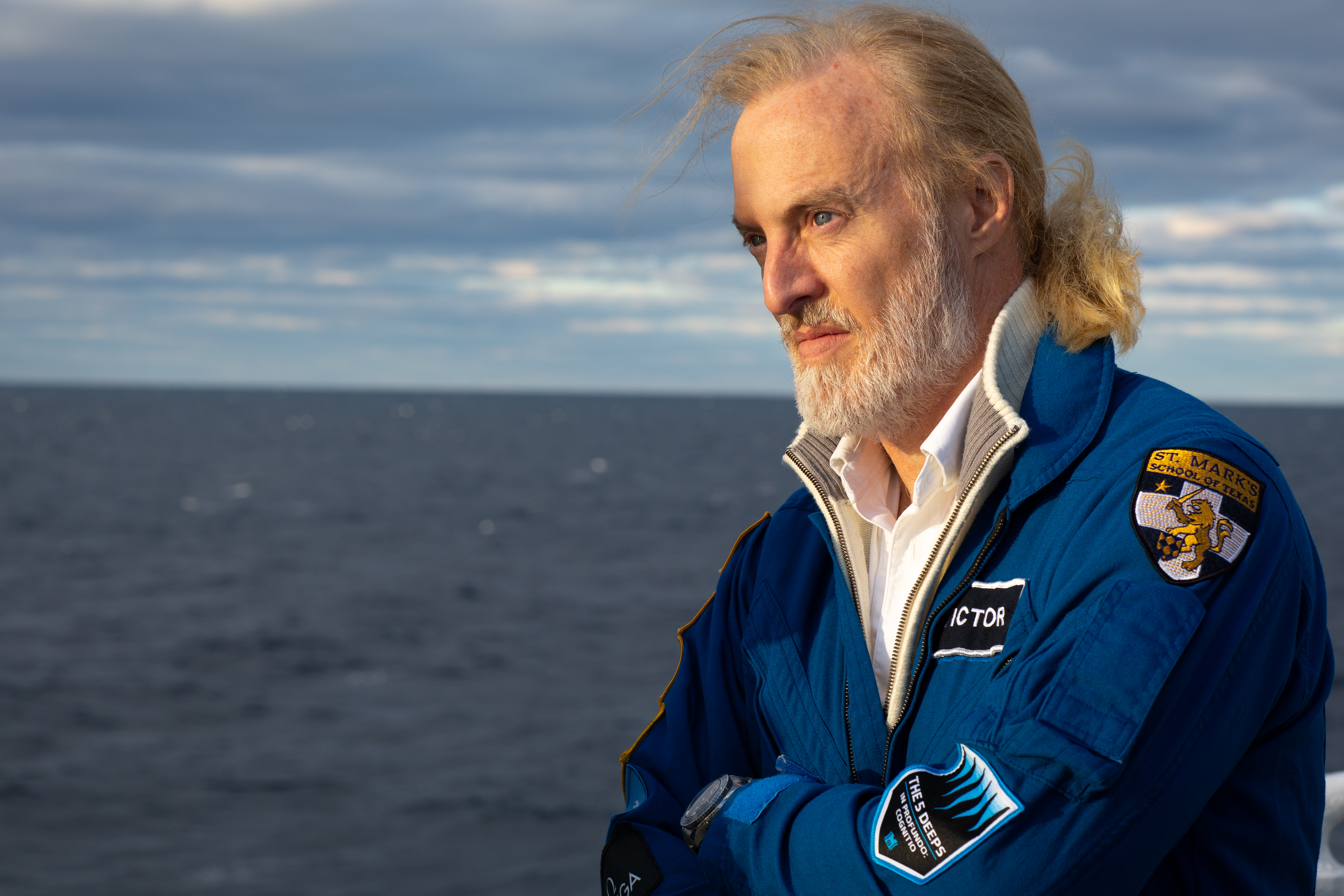
Victor Vescovo (2020)

Victor Lance Vescovo (* 10. Februar 1966 in Dallas, Texas) ist ein US-amerikanischer Investor, Entdecker, Weltraumtourist und Marineoffizier im Ruhestand.

## Werdegang
Vescovo wuchs in Dallas auf, wo er seinen Abschluss an der St. Mark’s School of Texas machte. Er erwarb einen Bachelor-Abschluss in Wirtschaft und Politikwissenschaft von der Stanford University, einen Master-Abschluss in Verteidigungs- und Rüstungskontrollstudien am Massachusetts Institute of Technology und einen MBA-Abschluss von der Harvard Business School, den er als Baker-Scholar beendete. Vescovo war Mitbegründer und geschäftsführender Teilhaber des Unternehmens Insight Equity Holdings und diente 20 Jahre in der US Navy Reserve als Nachrichtenoffizier, bevor er 2013 als Commander in den Ruhestand ging.

## Entdecker
Er absolvierte den Explorers Grand Slam, der die Besteigung der Seven Summits sowie das Erreichen von Nord- und Südpol aus eigener Kraft vorsieht. Den Gipfel des Mount Everest erreichte er am 24. Mai 2010.

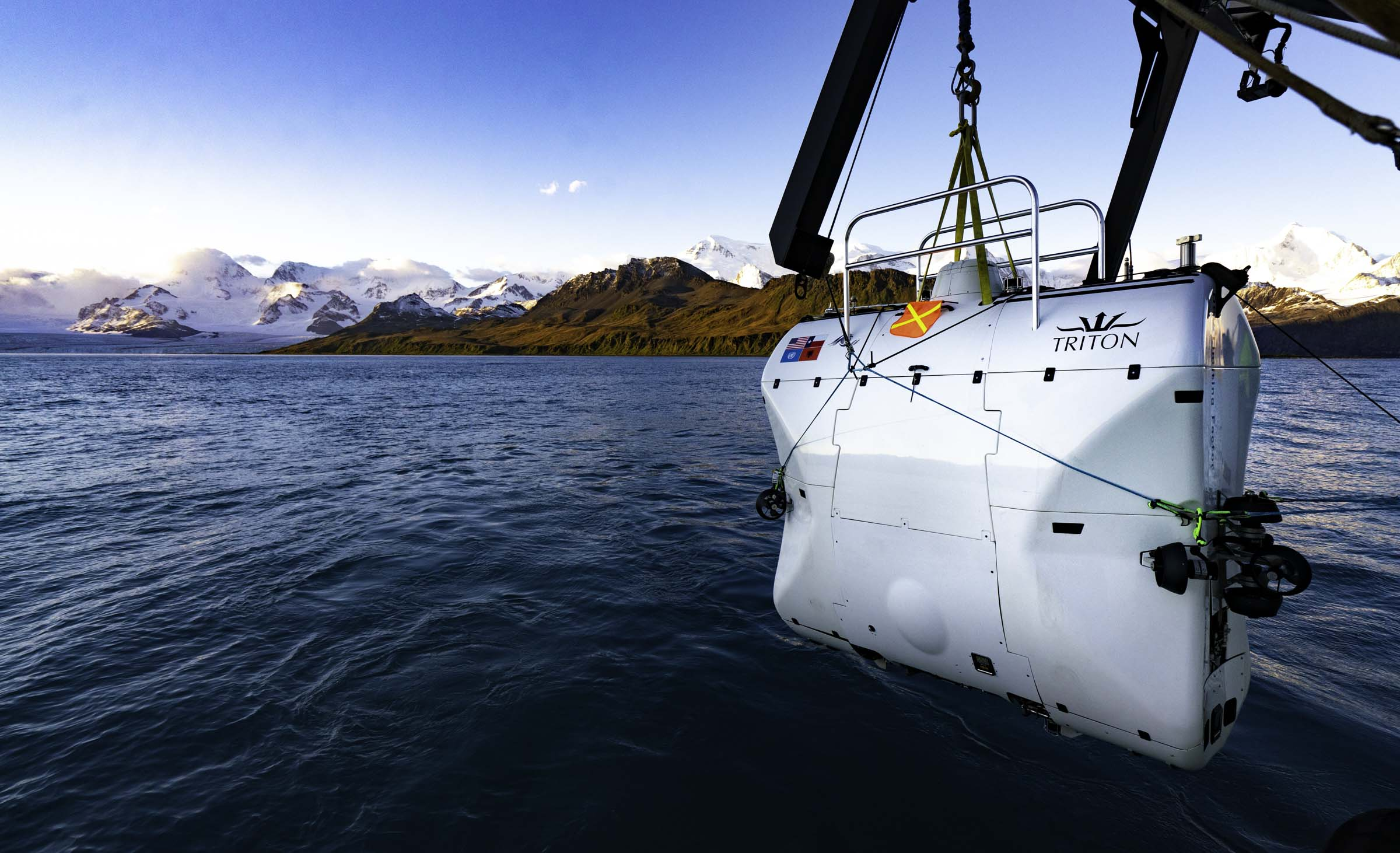
Tauchboot Limiting Factor

Im Jahr 2018 startete Vescovo die Five Deeps Expedition mit dem Schiff Pressure Drop und dem Tauchboot Limiting Factor, um die tiefsten Punkte der fünf Ozeane der Erde zu erreichen. Vescovo erreichte jeweils als erster Mensch die tiefste Stelle des Atlantiks im Puerto-Rico-Graben, die tiefste Stelle des Südlichen Ozeans im Süd-Sandwich-Graben und den tiefsten Punkt des Indischen Ozeans im Javagraben.
Am 28. April 2019 erkundete Vescovo mit der DSV Limiting Factor das Challengertief des Marianengrabens im Pazifik. Dabei erreichte er eine Tiefe von 10.928 m, was den vorherigen Tiefenrekord des U-Boots Trieste aus dem Jahre 1960 um 16 Meter übertraf. Am 1. Mai tauchte er ein zweites Mal in das Challengertief und wurde zur ersten Person, die zweimal bis zum Grund des Challengertiefs gelangte. Er sichtete dabei eigenen Angaben zufolge „mindestens drei neue Arten von Meerestieren“ (darunter eine Art Flohkrebs) und Plastikmüll. Auf 8.001 Metern Tiefe traf er auf einen Scheibenbauch und in fast 7.000 Metern Tiefe auf einen Igelwurm.
Den tiefsten Punkt des Arktischen Ozeans erreichte er am 29. August 2019 mit dem Tauchgang zum Molloytief. Das Expeditionsteam führte zusätzlich biologische Probenahmen und Tiefenbestätigungen durch, unternahm Tauchgänge im Tongagraben und dem Sirenatief und kartierte die Diamantina Fracture Zone, deren Diamantinatief lange als tiefste Stelle des Indischen Ozeans angenommen wurde, was Vescovos Expedition allerdings widerlegen konnte. 2019 erhielt er einen Eintrag ins Guinness-Buch der Rekorde als erste Person, die sowohl den höchsten als auch den tiefsten Punkt auf der Oberfläche der Erdkruste (Lithosphäre) erreicht hatte.
Im Oktober 2019 wurde während einer Suchexpedition von Bord des Forschungsschiffes RV Petrel vor der Küste von Samar am Meeresboden ein Trümmerfeld lokalisiert. Es konnte aber nicht mit Sicherheit festgestellt werden, ob dieses zum Wrack der USS Johnston (DD-557) gehörte, da sich der Rumpf des Wracks tiefer befand, als das unbemannte Tauchfahrzeug dieser Suchexpedition tauchen konnte. Ende März 2021 gelang es Vescovo, dieses Trümmerfeld am Meeresboden zu finden. Mit seinem Tiefseetauchboot DSV Limiting Factor war er in der Lage, der Trümmerspur in die Tiefe zu folgen. Dort fand er dann in 6469 Metern Tiefe den Rumpf des Wracks, und aufgrund der noch sichtbaren Kennung 557 konnte er nachweisen, dass es sich tatsächlich um das Wrack der USS Johnston handelte. Es blieb das am tiefsten liegende identifizierte Schiffswrack, bis Vescovo im Juni 2022 mit einem Expeditionsteam vor der Küste von Samar in einer Tiefe von 6865 Metern das Wrack der USS Samuel B. Roberts fand.
Am 4. Juni 2022 flog Victor Vescovo auf dem Flug NS-21 mit der Rakete New Shepard 4 des Unternehmens Blue Origin ins Weltall.

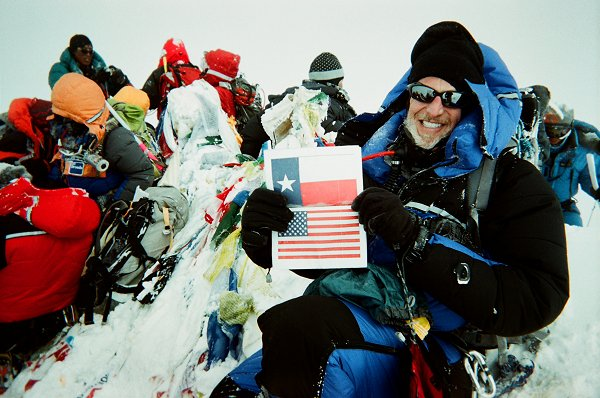
Vescovo am Everest
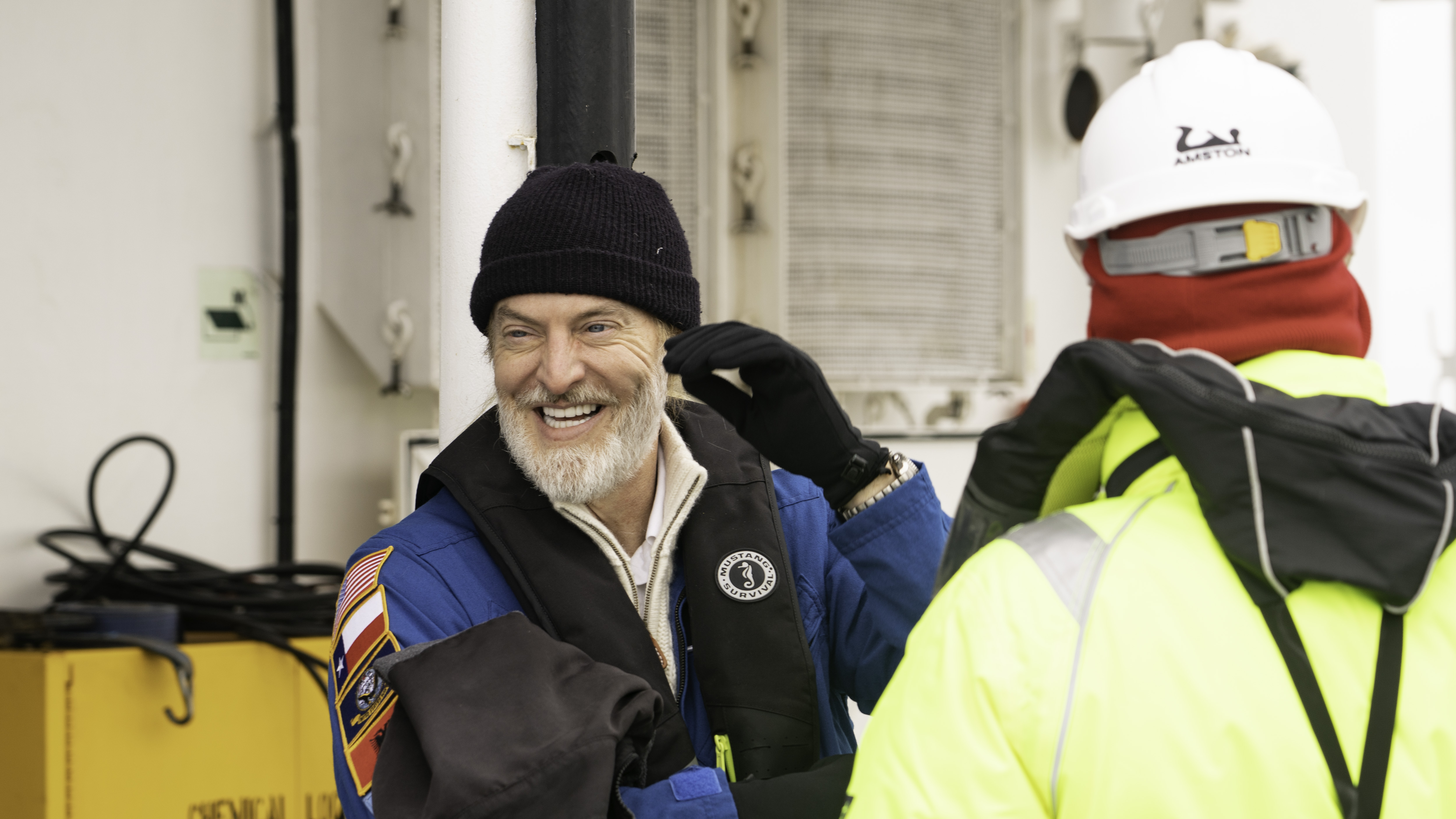
2019 am Süd-Sandwich-Graben